# Amalgame militaire
Pour les articles homonymes, voir Amalgame.
Un amalgame militaire est une fusion de différents corps, par incorporation, en une seule troupe.

## En France

### Révolution française et Premier empire

#### Réorganisation de 1791
Une ordonnance du 1er janvier 1791 constitua l'infanterie d'ancien régime en 101 régiments, dont 78 français, 12 allemands et irlandais, et 11 régiments suisses.

Avant cette date, on distinguait les corps en régiments royaux, en régiments des princes, en régiments de gentilshommes et en régiments de province.

On appelait régiments royaux, ceux du Roi, de la Reine, de la Couronne, Royal-Roussillon, Royal-Vaisseaux, etc.

Les régiments des princes étaient ceux qui avaient pour colonels des princes du sang, tels que les régiments d'Orléans, de Bourbon, de Condé, de Conti, etc. 

Les régiments qui portaient les noms de leurs colonels étaient appelés régiments de gentilshommes. De ce nombre étaient les
régiments de Turenne, de Vivonne, de La Rochefoucauld, etc.

Puis les régiments créés au nom des provinces.

L'ordonnance du 1er janvier 1791 fit disparaître ces diverses dénominations, et les corps d'infanterie ne furent plus désignés que par le numéro du rang qu'ils occupaient entre eux.

#### Premier amalgame
Le premier amalgame de l'infanterie française est prescrit par la loi du 21 février 1793. Le décret du 12 août 1793, désignait les corps destinés à l'embrigadement et autorisait les généraux à amalgamer les régiments de ligne, les bataillons d'infanterie légère de l'ancienne armée royale et les volontaires nationaux. Ce premier amalgame est connu sous les noms de Première réorganisation ou premier amalgame ou première formation qui fut effective à partir du début de 1794. Les corps prennent alors le nom de demi-brigade afin de rompre avec la royauté. 

- Pour l'infanterie de ligne, les formations sont communément appelée demi-brigades de première formation, demi-brigades de bataille de première formation voire demi-brigades de bataille.
- Pour l'infanterie légère, les formations sont communément appelée demi-brigades d'infanterie légère de première formation ou demi-brigades d'infanterie légère de première formation.
- Il y avait également des demi-brigades provisoires, des demi-brigades bis, des demi-brigades départementales et d'autres divers corps.

#### Deuxième amalgame
Le deuxième amalgame de l'infanterie française est prescrit la loi du 18 nivôse an IV (7 janvier 1796) qui décrète une nouvelle réorganisation de l'infanterie, un nouvel amalgame de demi-brigades. Ce second amalgame est connu sous les noms de Seconde réorganisation ou second amalgame ou deuxième formation qui fut effective à partir du milieu de l'an V. Les corps gardent le nom de demi-brigade. 

- Pour l'infanterie de ligne, les formations sont communément appelée demi-brigades de deuxième formation ou demi-brigades de seconde formation, demi-brigades de bataille de seconde formation parfois demi-brigades de ligne.
- Pour l'infanterie légère, les formations sont communément appelée demi-brigades légère de deuxième formation ou demi-brigades légère de seconde formation, demi-brigades d'infanterie légère de deuxième formation, demi-brigades d'infanterie légère de seconde formation.

#### Réorganisation de 1803
Par décret du 1er vendémiaire an XII (24 septembre 1803), le Premier Consul prescrivit la réorganisation et le remaniement de l'ensemble des bataillons et leur fusion, éventuelle, dans 90 régiments d'infanterie de ligne et 27 régiments d'infanterie légère.

Cet arrêté pris par Napoléon Bonaparte permettait ainsi une professionnalisation de l'armée et rendait possible de disposer d'une troupe mieux instruite, mieux encadrée et mieux gérée qu'auparavant.

### Première Restauration
Louis XVIII fut reconnu le 2 mai 1814 comme roi de France.

Il confirma le général Dupont dans ses fonctions de ministre de la guerre.
Une ordonnance royale du 6 mai 1814 institua un conseil de la guerre chargé de réorganiser l'armée. Il fut composé des
maréchaux Ney, Augereau et Macdonald, du ministre Dupont, des généraux Compans et Curial pour l'infanterie, Latour-Maubourg et Préval pour la cavalerie, Sorbier et Évain pour l'artillerie, Léry pour le génie, Kellermann pour la garde, du commissaire ordonnateur Marchand et de l'inspecteur aux revues Félix.

Une ordonnance du 12 mai réorganisa l'infanterie portant à 90 le nombre des régiments d'infanterie de ligne et à 15 celui des régiments d'infanterie légère. 

Une ordonnance du 15 mai nomma le prince de Condé colonel général de l'infanterie de ligne, le duc de Bourbon colonel général de l'infanterie légère, et le comte d'Artois colonel général des Suisses et de la garde nationale.

Les 30 premiers régiments de ligne conservèrent leur numéro, les autres changèrent de numéro en raison de la vacance de certaines unités et l'ensemble des régiments de ligne à partir du 112e régiment d'infanterie de ligne (jusqu'au 156e régiment d'infanterie de ligne) ainsi que des régiments légers à partir du 16e régiment d'infanterie légère (jusqu'au 37e régiment d'infanterie légère) furent licenciés et leur personnel fut versé dans les corps conservés conformément à la répartition faite par le ministre de la guerre.

### Cent Jours
À son retour de l'île d'Elbe, l'empereur Napoléon Ier réorganisa les différents corps de l'armée. Un décret du 20 avril 1815 rendit aux anciens régiments d'infanterie de ligne les numéros qu'ils avaient perdus sous la première restauration

### Seconde restauration
Après la chute de Napoléon Ier, Louis XVIII licencia l'armée impériale française.

Il crée une armée royale en amalgamant l'infanterie de ligne et l'infanterie légère une seule arme sous le nom de légion.
C'est ainsi que sont créées les légions départementales également appelées plus simplement légions par ordonnances des 16 juin et 3 août 1815.
Cette mesure reconnue impraticable, car inadaptée, et entrainant des désordres, l'ordonnance du 19 février 1819, recrée les régiments d'infanterie de ligne et d'infanterie légère. Ce nouvel amalgame est effectué à partir de 1820.

### Second Empire
En 1854, l'armée française dispose de 25 régiments dits d'infanterie légère. Mais ces régiments sont recrutés, instruits et armés comme les régiments d'infanterie de ligne dont ils ne sont différenciés que par quelques détails d'uniforme et qui n'ont réellement de l'infanterie légère que le nom.
Sur demande du maréchal Vaillant alors ministre secrétaire d'état au département de la guerre, un nouvel amalgame est effectué en 1854 qui n'impacte que les régiments d'infanterie légère.